# Cyphodillidium absoloni
Cyphodillidium absoloni là một loài chân đều trong họ Armadillidiidae. Loài này được Strouhal miêu tả khoa học năm 1939.